# Sorin Avram
Sorin Aristotel Avram (* 29. März 1943 in Bacău; † 29. September 2015) war ein rumänischer Fußballspieler und -trainer. Der Stürmer bestritt 226 Spiele in der höchsten rumänischen Fußballliga, der Divizia A. Als Nationalspieler nahm er an den Olympischen Spielen 1964 teil.

## Karriere als Spieler

### Verein
Im Alter von 16 Jahren kam Avram in die erste Mannschaft von Dinamo Bacău, wo er am 20. März 1960 zu seinem ersten Einsatz in der höchsten rumänischen Spielklasse, der Divizia A (heute Liga 1), kam. Im Sommer 1960 wechselte er zum Lokalrivalen Steaua Roșie Bacău in die Divizia B, um Spielpraxis zu sammeln. Nach einem Jahr kehrte er zu Dinamo zurück, konnte sich aber nicht als Stammspieler etablieren, obwohl er zu mehr Einsätzen kam.
Nachdem Avram im Sommer 1962 mit der rumänischen Jugend-Nationalmannschaft Europameister geworden war, spielte er in der Saison 1962/63 für Viitorul Bukarest, das aus der Siegermannschaft hervorgegangen war. Als Viitorul in der Winterpause aufgelöst wurde, wechselte er zu Steaua Bukarest. Der Verein zählte zu den erfolgreichsten in Rumänien in den 1960er-Jahren. Nach zwei Pokalsiegen in den Jahren 1966 und 1967 konnte Avram in der Saison 1967/68 mit Steaua die rumänische Meisterschaft gewinnen.
Nach diesem Erfolg verlor Avram in der darauffolgenden Spielzeit seinen Stammplatz und kam lediglich auf sieben Einsätze, so dass sein Anteil am erneuten Pokalsieg gering war. Nach dieser Saison verließ er den Verein und wechselte zum Ligakonkurrenten Farul Constanța. 
Im Jahr 1970 kehrte Avram in seine Heimatstadt zurück und spielte für den SC Bacău, wo er im Jahr 1973 seine Laufbahn beendete.

### Nationalmannschaft
Sorin Avram bestritt zwölf Spiele für die rumänische Fußballnationalmannschaft und erzielte dabei ein Tor. Seinen Einstand hatte er am 20. Mai 1964 im Freundschaftsspiel gegen Ungarn. Nationaltrainer Silviu Ploeșteanu berief ihn im selben Jahr in den Kader für die Olympischen Spiele in Tokio, wo er im Vorrundenspiel gegen den Iran zum Einsatz kam. Sein letztes Länderspiel bestritt Avram am 22. März 1967 beim 2:1-Sieg im Freundschaftsspiel gegen Frankreich.

## Karriere als Trainer
Avram arbeitete zunächst am Liceul de Fotbal Bacău als Sportlehrer. Im Juli 1980 gewann er als Trainer von Letea Bacău bei dem Finalturnier in Câmpulung den rumänischen Landesmeistertitel in der B-Jugend (juniori 2). In der Saison 1991/92 betreute Avram seinen ehemaligen Verein FC Bacău für wenige Spiele in der Divizia A.

## Erfolge

### Als Spieler
- Teilnehmer an Olympischen Spielen: 1964
- Rumänischer Meister: 1968
- Rumänischer Pokalsieger: 1966, 1967, 1969

## Auszeichnungen
Am 25. März 2008 erhielten Avram sowie die anderen noch lebenden Mitglieder des Aufgebots, welches den bis zu diesem Zeitpunkt einzigen Titel Rumäniens auf Nationalmannschaftsebene errungen hatte, von Staatspräsident Traian Băsescu den Verdienstorden „Meritul sportiv“ III. Klasse. Er war Meister des Sports.